# Sefi Rivlin
Yosef "Sefi" Rivlin (hebreiska: ספי ריבלין), född 7 november 1947 i Rishon LeZion, död 3 december 2013, var en Israelisk skådespelare och komiker.

## Biografi
Han studerade skådespeleri vid Beit Zvi skolan för scenkonst. 